# 西斜街 (西城区)
39°55′00″N 116°22′13″E / 39.9167502°N 116.3704°E
西斜街，是位于北京市西城区中部的一条胡同。

## 简介
西斜街自东南向西北走向，过去东南到西单北大街，西北到丰盛胡同，全长646米，平均宽4米。原来是河道，明朝淤填成道路，因为走向从西北斜向东南，故称“斜街”。清朝，以甘石桥（该桥在如今灵境胡同西口附近）为界，以东称甘石桥东斜街（简称东斜街），以西称甘石桥西斜街（简称西斜街）。2000年代，西斜街东段被并入宏庙胡同，西斜街北段被拆除建成西城区社会主义学院，西斜街改为东南到宏庙胡同，西北到前英子胡同向西拐至什坊小街。
西斜街上有中共中央编译局及其设立的马克思主义传播史展览馆。